# Osiedle Piastów (Słupsk)
Osiedle Piastów – osiedle w południowo-zachodniej części Słupska, część zwyczajowej części miasta oraz strefy polityki przestrzennej Zatorze Południe. Jest zdominowane przez zabudowę wielorodzinną, powstającą od lat 70. XX wieku.

## Geografia
Osiedle Piastów położone jest po zachodniej stronie doliny rzeki Słupi, na stoku sfałdowania poglacjalnego wchodzącego w skład Równiny Słupskiej. Ograniczone jest od północy ulicą Szczecińską, a od wschodu torami linii kolejowych nr 202 i 405. Obszar przemysłowo-składowy na południe od ulicy Koszalińskiej z miejską ciepłownią, CH Jantar oraz rejonem budownictwa jednorodzinnego przy ulicach Jana Matejki oraz Sławieńskiej jest w powszechnej percepcji częścią Osiedla Piastów, ale Studium uwarunkowań i kierunków zagospodarowania przestrzennego miasta Słupsk włącza go do wspólnej strefy polityki przestrzennej z osiedlem Nadrzecze z powodu zbliżonych uwarunkowań funkcjonalno-społecznych.
Pod względem urbanistycznym Osiedle Piastów dzieli się na trzy części:
- część starszą z budownictwem jedno- i wielorodzinnym budowanym w latach 20. i 30. XX wieku – rejon ul. Szczecińskiej (wschodni odcinek), Bolesława Krzywoustego, Artura Grottgera, Juliusza Kossaka, Juliana Fałata, Jacka Malczewskiego; historyczna zabudowa ul. Józefa Chełmońskiego została wyburzona i ustępuje miejsca zabudowie wielorodzinnej;
- część młodszą z budownictwem wielorodzinnym powstającym od lat 70. XX wieku – rejon ul. Koszalińskiej, Braci Gierymskich, Xaverego Dunikowskiego, Szczecińskiej (zachodni odcinek); od lat 10. XXI wieku w wyniku wyburzeń uwolnione tereny przy ul. Józefa Chełmońskiego również nabierają charakteru osiedla zabudowy wielorodzinnej;
- część przemysłowo-składową na południe od ul. Szczecińskiej i Koszalińskiej z enklawami zabudowy jedno- i wielorodzinnej – obszar przemian własnościowo-funkcjonalnych.

## Historia
Pierwsze budynki mieszkalne na współczesnym Osiedlu Piastów zaczęły powstawać w początkach XX wieku wzdłuż obecnej ulicy Szczecińskiej, na zachód od działającej od 1889 fabryki mebli W. Beckera. Przewidując dalszy rozwój urbanistyczny miasta w tym kierunku, w 1913 doprowadzono połączenie tramwajowe. Dalsze prace przerwała jednak I wojna światowa, podczas której, w 1916, na terenach na zachód od linii kolejowej urządzono lotnisko Stolp-West. Lotnisko zostało częściowo rozebrane po wojnie i do pełnej funkcjonalności powróciło dopiero w 1927.
Po I wojnie światowej miasto stanęło w obliczu kryzysu mieszkaniowego, wywołanego relatywnie wysokim (choć niższym niż w innych miastach prowincji Pomorze przyrostem naturalnym oraz napływem ludności z ziem włączonych do Polski oraz z krajów bałtyckich. Niekorzystna sytuacja gospodarcza uniemożliwiła władzom miasta adekwatną odpowiedź na ten problem przez cały okres dwudziestolecia międzywojennego mimo ożywienia w budownictwie spółdzielczym. W początku lat 20. powstało w rejonie ul. Juliusza Kossaka osiedle spółdzielni weteranów wojennych (Krieger- und Hinterbliebenen-Heimstätten – Siedlungsgenossenschaft), rozbudowane później w kierunku zachodnim, w latach 30. – nowe kamienice czynszowe w rejonie ul. Bolesława Krzywoustego, Artura Grottgera oraz Juliana Fałata, oraz – tuż przed II wojną światową – osiedla pilotów w rejonie ul. Jacka Malczewskiego i Józefa Chełmońskiego.
Powojenna rozbudowa miasta w kierunku zachodnim została ujęta w przygotowanym przez Wojewódzką Pracownię Urbanistyczną w Koszalinie planie ogólnym rozwoju Słupska na lata 1965-1975. Jednym z obszarów przewidzianych do zabudowy wielorodzinnej był teren dawnego lotniska Stolp-West. Prace budowlane rozpoczęły się w 1971. W 1973 oddano do użytku pierwszy blok mieszkalny przy ul. Koszalińskiej 2. W kolejnych latach wyburzono założenia jednorodzinne wzdłuż zachodniego odcinka ulicy Szczecińskiej i zastąpiono je jedenastopiętrowymi wieżowcami oraz zabudową usługową.
Rozbudowa osiedla trwała z mniejszym impetem także po transformacji ustrojowej. Nowe budynki oddano na południe od ul. Koszalińskiej oraz przy ul. Józefa Chełmońskiego. W 2008 wyburzono dawną fabrykę mebli w kwartale między ul. Bolesława Krzywoustego, Szczecińską i Artura Grottgera, na której terenie docelowo miały stanąć obiekty handlowe – z planu wycofał się jednak inwestor. W latach 10. XX wieku rozpoczęły się wyburzenia osiedla pilotów przy ul. Józefa Chełmońskiego i sukcesywne zabudowywanie tego terenu nowym budownictwem wielorodzinnym.

### Historyczne nazwy ulic
- Adolf-Damaschke-Straße (1925, 1940) → ul. Juliusza Kossaka (1986, 2023)
- Boelke-Straße (1925, 1940) → ul. Jana Matejki (1986) → nie istnieje, nazwa przeniesiona na inną ulicę w okolicy (2023)
- Grönhoff-Straße (1940) → ul. Gabriela Narutowicza (1986, 2023)
- Hochstraße (1925, 1940) → ul. Bolesława Krzywoustego (1986, 2023)
- Immelmann-Straße (1925, 1940) → ul. Artura Grottgera (1986, 2023)
- Lilienthal-Straße (1940) → ul. Józefa Chełmońskiego (1986, 2023)
- Schlawer Straße (1925, 1940) → ul. Szczecińska (1986, 2023)
- Zeppelinstraße (1940) → ul. Jacka Malczewskiego (1986, 2023)

Źródła: 1925, 1940, 1986, 2023